# Мейчен, Артур
Артур Мэкен (англ. Arthur Machen), настоящее имя А́ртур Ллевеллин Джонс (англ. Arthur Llewellyn Jones; 3 марта 1863 — 15 декабря 1947) — валлийский писатель и мистик, расцвет творчества которого пришёлся на рубеж XIX—XX вв. Наиболее известен произведениями фантастической направленности о сверхъестественном. Его новелла «Великий бог Пан», написанная в 1890 году и опубликованная в 1894, со временем заработала репутацию классики литературы ужасов; в одном из интервью Стивен Кинг называл её «возможно, лучшим рассказом в жанре ужасов на английском языке». Другой рассказ писателя, «Лучники», послужил источником возникновения легенды Первой Мировой войны о так называемых Ангелах Монса.

## Биография и творчество
Артур Ллевеллин Джонс родился в семье провинциального священника в местечке Карлеон, графство Монмутшир, Уэльс. В 1864 году, когда Артуру было два года, его отец Джон Эдвард Джонс стал викарием прихода Лланддеви Фах (Llanddewi Fach), примерно в пяти милях к северу от Карлеона, детство будущего писателя прошло именно в тех местах. Джонс принял девичью фамилию своей жены, «Мейчен», чтобы получить наследство, став «Джонс-Мейченом»; его сын был крещён под этой же фамилией, а позже он стал использовать сокращенную её версию в качестве профессионального псевдонима. В 1874 году поступил в местную школу, но из-за недостатка средств родители были вынуждены забрать его оттуда. Мальчик много времени проводил в отцовской библиотеке, где особенное впечатление на него произвели книги «Признания курильщика опиума» Де Квинси, «Сказки тысячи и одной ночи» и собрание сочинений Вальтера Скотта. Стеснённые материальные условия были вечной проблемой для писателя, с которой он был вынужден бороться практически всю свою жизнь. Чтобы сын получил образование, отец будущего писателя, Джон Эдвард Джонс, изменил фамилию Артура на Мейчен — фамилию его бабушки по материнской линии. В благодарность за это бабушка согласилась оплачивать обучение внука. В 1880 Мейчен пробует поступить в Королевский медицинский колледж в Лондоне, но терпит неудачу.

Дом, где прошло детство А. Мейчена

С 1881 начинает заниматься литературной деятельностью. Вначале он выступает как переводчик. Его первой публикацией стал перевод «Гептамерона» Маргариты Наваррской. Позже в переводе Мейчена выходят мемуары Казановы, сочинения Вевиля и другие произведения. В 1884—1889 гг. Артур работает в различных издательствах в качестве не только переводчика, но и рецензента, редактора и каталогизатора. В это же время Мейчен приобретает среди литературного общества хорошую репутацию знатока редких книг и рукописей. В 1887 году он женится на учительнице музыки Эмили «Эми» Хогг, страстной поклоннице театра, имевшей множество друзей-литераторов в лондонских богемных кругах. Через месяц отец писателя умирает, оставив ему небольшое, но достаточное наследство, позволившее заняться литературной работой. Эми знакомит Артура с писателем и мистиком Артуром Уэйтом, который становится его близким другом. Среди других литературных знакомых Мэйченов были писатели Эдгар Джепсон и Мэтью Фипс Шил.
Оригинальные произведения Мейчена были написаны под влиянием английского неоромантизма. Писатель начал публиковаться в 1890 году с серии коротких рассказов, написанных в стиле Роберта Льюиса Стивенсона: особенно заметна стилизаторская работа и перекликающиеся сюжеты в рассказе «Исчезнувший клуб». Первый успех ждал писателя после публикации повести «Великий бог Пан» (Great God Pan, опубликован в 1894 году). Первое издание, вызвавшее бурное возмущение консервативной общественности из-за «откровенных» намёков на сексуальные извращения, недопустимые в Викторианском обществе, было мгновенно распродано, равно как и второе, и кроме того, оно привлекло внимание Оскара Уайльда, принявшего Мейчена в круг своих знакомых. Книга вышла в обложке работы известного художника-дизайнера Обри Бедслея. Вслед за этой книгой, Мейчен в 1895 году публикует свой так называемый роман в рассказах «Три самозванца» (The Three Impostors), состоящий из новелл, чьи сюжеты переплетаются самым прихотливым образом. Эта книга считается одной из лучших в творчестве Мейчена; позднее он напишет к ней продолжение, детективно-мистический роман «Красная Рука». Тогда же он пишет повести «Сокровенный свет» (1894) и «Сияющая пирамида» (1895).
В 1899 году умирает Эми. Морально опустошённый, Мейчен впадает в депрессию, бесцельно ходит по улицам, подолгу пребывая в прострации. В это же время, благодаря поддержке своего друга, Артура Эдварда Уэйта, присоединяется к оккультному обществу «Орден Золотой Зари». После раскола общества в 1903 году Мейчен одно время остаётся членом одного из новообразованных обществ, «Независимого и Очищенного Ордена», но довольно скоро совершенно отходит от связей с подобного рода организациями. В то же время Мэйчен подрабатывает сценаристом и даже сам выходит на сцену в составе гастролирующей театральной труппы сэра Фрэнка Бэнсона. Во время гастролей Мейчен знакомится с Дороти Пьюрфой Хэдлстон (1878—1947), которая станет его второй женой.
В 1907 году был опубликован роман «Холм грёз» (The Hill of Dreams), написанный в 1895—1897 годах, полуавтобиографическое произведение, раскрывающее сквозь призму видений и мечтаний главного героя Люциана Тейлора тему эскапизма.
В 1910 году Мейчена принимают на постоянную работу в одну из газет медиа-магната Альфреда Хармсворта «Evening News», где он работает до 1921 года. Журналистская работа даёт ему стабильное место и заработок, необходимый для поддержания семьи, которая постепенно растёт. В 1912 году у Мейченов рождается сын, его называют Хилари (1912—1987), а в 1917-м — дочь Джанет (1917—2008). Вместе с тем напряжённая газетная и пропагандистская работа не позволяет писателю сконцентрироваться на любимом ему творчестве. Он публикует ряд рассказов, спекулируя на успехе своей публикации Ангелов Монса, однако большинство из его произведений того периода были направлены на пропагандистскую моральную поддержку и большого успеха не имели. Лишь публикация повести «Великое Возвращение» (1915) об обнаружении мальчиком-школьником Священного Грааля в валлийской глуши и детективно-мистическая повесть «Террор» (1917), были более удачными и зрелыми произведениями. Он также опубликовал ряд автобиографических статей, позже переизданных в виде книги «Далёкие годы» (1922).
В 1914 году с началом Первой мировой войны писатель неожиданно оказывается в центре внимания публики в связи с публикацией 29 сентября его короткого очерка «Лучники» и последующей оглаской явления «Ангелов Монса». Мэйчен описал случай, якобы имевший место в ходе боёв 23 августа 1914 года при Монсе — по его словам, в тумане возникло видение-мираж (фата-моргана) лучников Генриха V, стрелявших в сторону немцев (и даже якобы поражавших своими стрелами), что приободрило солдат Британского Экспедиционного Корпуса и позволило нанести наступающему противнику значительный урон, хотя после этого британцы были вынуждены отступить. Хотя эта патриотическая мистическая история считается историками откровенно выдуманной, после публикации она внезапно получила широкий резонанс — множество солдат, медицинских сестёр, врачей и родственников военнослужащих писали в газету и лично Мейчену, утверждая, что они видели «ангелов» собственными глазами. Были ли «Лучники» газетной уткой, сознательно придуманной редакторами газеты (другое издание Хармсворта, газета Daily Mail прославилась раскруткой в 1922 году заметками о проклятии фараонов и в 1933 году о Лох-Несском чудовище) или плодом сознательного творчества самого писателя, успех очерка и резонанс позволили Мейчену продолжить работу в газете и переиздать другие свои произведения, что упрочило его материальное положение. В 1919 году Мейчен приобретает большой дом в респектабельном лондонском районе Сент-Джонс-Вуд, куда переезжает вместе с семьёй.
В 1922—1925 гг. произведения писателя были переизданы специальными отдельными тиражами, а также впервые опубликованы в США, где особенно широкий читательский отклик нашёл его роман «Тайная Слава» (развёрнутый вариант повести «Великое Возвращение», писавшейся в 1899—1908 годах, опубликовано отдельной книгой в 1922 г.) и рассказ «Из Земли» (1923), короткая история ужасов о злонамеренной жестокости мифических «маленьких людей», которые подражают действиям Первой мировой войны. В «Великом возвращении» Мейчен одним из первых в современной популярной литературе уделил Святому Граалю значительное внимание, провёл исследование и обозначил параллель между христианским преданием и иными религиозными и мистическими традициями (сам писатель считал, что легенды о Граале на самом деле были основаны на смутных воспоминаниях обрядов кельтской церкви). Заданный Мейченом импульс интереса к Граалю сохранился и в будущем, в той или иной форме идея переосмысливается до сих пор, как в книгах Чарльза Уильямса («Война в небесах»), Дэна Брауна («Код да Винчи»), так и в кино у Стивена Спилберга и Джорджа Лукаса («Индиана Джонс и последний крестовый поход»). Так же он издаёт три своих автобиографии — «Далёкие годы» (1922), «Годы близкие и далёкие» (1923) и «Лондонские приключения» (1924). Однако эти книги не принесли ему дохода, поскольку права на них он продал издательствам. В 1925 году Мейчен пишет научно-популярную книгу «Чудо Каннинг» где представдяет своё расследование загадочного исчезновения Элизабет Каннинг.
К 1926 году бум переизданий заканчивается, и доходы Мейчена падают. Он продолжает переиздавать ранние работы в сборниках, а также пишет многочисленные эссе, собранные в семь сборников, и статьи для различных журналов и газет, составляя предисловия и введения как для своих книг, так и для других писателей, в том числе для издания сочинений Фреда Хандо в «Приятной Земле Гвента» (1944). Однако новых фантастических произведений почти не пишет. В 1927 году началось его сотрудничество с издателем Эрнестом Бенном, которое принесло столь необходимый регулярный доход до 1933 года. В 1931 году выходит его рассказ «Отворённые двери», повествующий о таинственном перемещении человека в некое внешнее волшебное царство, таким образом автор затрагивает тему параллельных миров.
В 1929 году Мейчены переезжают из Лондона в Амершам, графство Бакингемшир, но они по-прежнему сталкиваются с финансовыми трудностями. Сам писатель, фактически влачивший нищенское существование, получает некоторое признание своей литературной работы, когда по инициативе британского ПЕН-Клуба король устанавливает ему персональную пенсию в размере 100 фунтов годовых в 1932 году (в 1938 году её увеличили до 140 фунтов), но тогда же он теряет работу в издательстве Бенна, что усугубляет трудности. В 30-е годы публикуются всего одна повесть и сборник коротких работ Мейчена — «Зелёный круг» (1933) и «Дети бассейна» (1936), частично в результате протекции литературного агента Джона Госворта, который также начал работу над биографией Мейчена, опубликованную лишь в 2005 году благодаря Обществу друзей Мейчена. Обе книги получают весьма сдержанную оценку критиков как «мрачное повторение ранних мотивов», при жизни писателя они издаются малым тиражом. Особенно выделяются два поздних рассказа — «Н» (1934) о встрече в Лондоне скрытой сказочной страны, и «Ритуал» (1937) — короткая история ужасов о мрачном ритуале, совершаемом детьми в каком-то скрытом лондонском районе.
Политически Мейчен придерживался крайне правых, реакционных взглядов, в 1937 году выражал поддержку режиму Франсиско Франко. Финансовые трудности Мейчена заканчиваются только в 1943 году в связи с общественной компанией по поводу его восьмидесятилетия. Юбилей писателя, которому не хватало денег даже на прокат вечернего костюма для торжественного вечера, устраиваемого в его честь, сопровождался общественным призывом оказать ему финансовую поддержку, подписанным многими британскими и американскими литераторами. Эта кампания показала всеобщее признание Мейчена как уважаемого литератора со стороны таких маститых писателей и публицистов, как Макс Бирбом, Томас Элиот, Бернард Шоу, Уолтер де ла Мар, Алджернон Блэквуд, Джон Мэйсфилд. Успех этой акции, несмотря на военные трудности и связанные с ними финансовые ограничения, позволил Мейчену получить финансовое содержание и жить последние несколько лет своей жизни в относительном комфорте. Последним произведением писателя стал сборник эссе «Уздечки и шпоры», изданный посмертно в 1951 году.

## Влияние и признание
Мейчен наиболее известен своей ранней фантастико-мифологической прозой с элементами ужасов, ощутимо повлиявшей на творчество Говарда Филлипса Лавкрафта, давшего его произведениям очень подробную и восхищенно-положительную рецензию в своём эссе «Сверхъестественный ужас в литературе». Биограф Лавкрафта Сунанд Джоши приводит список любимых произведений автора, оцениваемых им как «лучшие», среди которых «Повесть о белом порошке», «Повесть чёрной печати», «Белые люди». Влияние Мейчена на собственные работы Лавкрафта было существенным, что особенно заметно при сопоставлении «Повести белого порошка» с «Цветом из иных миров» и «Повести чёрной печати» с «Шепчущим во тьме». Во многом под влиянием идей и находок произведений Мейчена в начале 1920-х Лавкрафт перешёл от раннего Цикла снов к развитию того, что позднее стало Мифами Ктулху. Использование Мейченом современных ему валлийского деревенского быта или города Лондона в качестве фона, за будничным фасадом которых прячутся зловещие древние ужасы, способные пересекаться с современным людьми, очевидно, вдохновили подобное использование Лавкрафтом в качестве фона Новой Англии и Бостона (или, реже, Нью-Йорка). Новелла «Белые люди» включает в себя туманные ссылки на таинственные религиозные обряды, неизвестных науке существ — идеи, которые Лавкрафт часто использовал и развивал в собственной мифологии.
Мейчен подстегнул внимание писателей к теме Святого Грааля, которая постепенно развивалась в мистическом поджанре фантастики на протяжении XX века. Подобно тому как Дракула Стокера определил медийный образ вампира, Мейчен по-настоящему ввёл в фантастическую литературу маленьких людей,  художественно развив классический фольклорный образ фейри, в пику существовавшему гламурно-романтическому викторианскому штампу, как загадочных, злобных и опасных для людей созданий, чья метафизическая природа и сверхъестественные способности пугают и не поддаются пониманию.
Почитателями творчества Мейчена были знаменитые писатели-современники — Оскар Уайльд, поэт и мистик Уильям Батлер Йейтс (так же состоявший в «Ордене Золотой Зари») и сэр Артур Конан Дойль.
Стивен Кинг в своём интервью от 4 сентября 2008 года назвал «Великого бога Пана» возможно, лучшей историей ужасов, когда либо написанных на английском языке. В рассказе Кинга «Дети кукурузы» развивается и популяризируется затронутая Мейченом тема жестокости детей, объединённых неким пугающим религиозным культом на фоне мистических событий.
Знаменитый английский оккультист и мистик Алистер Кроули любил произведения Мейчена, отмечая их «магическую правдивость», и включил их в список для чтения для своих учеников, хотя Мейчен лично никогда не поддерживал контактов с Кроули и плохо относился к нему из-за его вражды с близким другом Мейчена, Артуром Уэйтом, творчество которого Кроули считал «занудным» и беспрестанно подвергал критике. Ученик Кроули Кеннет Грант высоко ценил произведения Мейчена, находя в них вдохновение.
Хорхе Луи Борхес называл Мейчена великим писателем, предвосхитившим жанр магического реализма.
Под влиянием Мейчена Роберт Говард писал рассказы о пиктах, перейдя от образа дикого племени к загадочному потерянному народу «маленьких людей».
По отдалённым мотивам произведений Мейчена снят фильм Гильермо дель Торо «Лабиринт Фавна» (2006).

## Избранные произведения
| Год  | Название на русском                                         | Название на английском                                             | Описание |
| ---- | ----------------------------------------------------------- | ------------------------------------------------------------------ | --- |
| 1888 | Хроники Клеменди                                            | The Chronicle of Clemendy                                          | фантастические рассказы в рамках истории о сельском валлийском пьющем братстве с мистическими корнями. |
| 1890 | Потерянный клуб                                             | The Lost Club                                                      | рассказ о тайном лондонском обществе и его ритуальных исчезновениях членов. |
| 1894 | Великий бог Пан                                             | The Great God Pan                                                  | короткий роман ужасов. Впервые опубликовано вместе с «Сокровенным светом» в пятом томе серии «Keynotes» Джона Лейна. |
| 1894 | Сокровенный свет                                            | The Inmost Light                                                   | Ученый заключает душу своей жены в сияющий драгоценный камень, впуская в ее нежилое тело что-то еще, но драгоценный камень украден.                                                                                               |
| 1895 | Сияющая пирамида                                            | The Shining Pyramid                                                | Странные композиции из камней появляются на окраине участка молодого человека. Он и его друг пытаются расшифровать их значение, пока не стало слишком поздно.                                                                     |
| 1895 | Три самозванца                                              | The Three Impostors                                                | роман ужасов, включающий несколько рассказов, в том числе «Роман о белом порошке» и «Роман о черной печати», которые часто составляли отдельные антологии. Сосредотачивается на поиске мужчины в очках.                           |
| 1895 | Роман черной печати»                                        | The Novel of the Black Seal                                        | предшественник Лавкрафта по своей тематике - главный герой постепенно раскрывает тайны скрытой до- и нечеловеческой расы, скрывающейся в валлийских холмах, и истинную природу гибрида-идиота. ребенок от одного из них.          |
| 1895 | Роман о белой пудре                                         | The Novel of the White Powder                                      | поведение мужчины принимает странный оборот после того, как он начинает принимать новый рецепт. Его сестра не знает, хорошо это или плохо.                                                                                        |
| 1895 | Красная рука                                                | The Red Hand                                                       | короткий детектив/ужастик с участием главных героев «Трех самозванцев». В центре внимания — убийство, совершенное с помощью древнего каменного топора.                                                                            |
| 1895 | Холм снов                                                   | The Hill of Dreams                                                 | роман, описывающий темное, мистическое спиральное безумие, трепет, чувственность, ужас и экстаз художника. Обычно считается шедевром Мейчена.                                                                                     |
| 1897 | Орнаменты из нефрита                                        | Ornaments in Jade                                                  | стихи в прозе, некоторые из которых намекают на темные языческие силы. |
| 1899 | Белые люди                                                  | The White People                                                   | Представлен в виде дневника молодой девушки, подробно описывающего ее все более глубокие погружения в колдовство. Его часто называют одним из величайших рассказов ужасов.                                                        |
| 1899 | Иероглифы: Заметка об экстазе в литературе                  | Hieroglyphics: A Note upon Ecstasy in Literature                   | литературный трактат, подробно описывающий философию литературы Мейчена и ее способность к «экстазу». |
| 1904 | Фрагмент жизни                                              | A Fragment of Life                                                 | Молодая пара отказывается от банальностей материальной жизни в пользу духовной. |
| 1904 | Дом скрытого света                                          | The House of the Hidden Light                                      | книга закодированной и мистической переписки. |
| 1908 | Тайная слава                                                | The Secret Glory                                                   | Мальчик из государственной школы очарован рассказами о Святом Граале и сбегает из своей репрессивной школы в поисках более глубокого смысла жизни.                                                                                |
| 1914 | Лучники                                                     | The Bowmen                                                         | во время Первой мировой войны, на помощь британским войскам приходят призраки лучников битвы при Азенкуре во главе со Святым Георгием. Считается источником легенды об Ангелах Монса.                                             |
| 1915 | Великое возвращение                                         | The Great Return                                                   | Святой Грааль возвращается в валлийскую деревню. |
| 1917 | Ужас                                                        | The Terror                                                         | Сельский сверхъестественный ужас, действие которого происходит в Британии во время войны, где происходит серия необъяснимых убийств в сельской местности без каких-либо признаков того, кто или что несет за это ответственность. |
| 1922 | Далёкие вещи                                                | Far Off Things                                                     | первый том автобиографии. Вещи близкие и далекие (1923): второй том автобиографии. |
| 1923 | Твари близкие и далекие                                     | Things Near and Far                                                | второй том автобиографии. |
| 1923 | Из земли                                                    | Out of the Earth                                                   | короткий ужастик о пагубной жестокости мифических «маленьких людей», подражающих Первой мировой войне. |
| 1924 | Лондонское приключение                                      | The London Adventure                                               | третий и последний том автобиографии. |
| 1924 | Собака и утка                                               | Dog and Duck                                                       | очерки |
| 1924 | Славная тайна                                               | The Glorious Mystery                                               | очерки и виньетки. |
| 1925 | Чудо Каннинга                                               | The Canning Wonder                                                 | научно-популярное исследование тайны исчезновения Элизабет Каннинг восемнадцатого века. Мейчен заключает, что Каннинг лгала о некоторых или всех своих подвигах.                                                                  |
| 1926 | Страх и Дроллы                                              | Dreads and Drolls                                                  | очерки |
| 1926 | Примечания и вопросы                                        | Notes and Queries                                                  | очерки |
| 1930 | Том О'Бедлам и его песня                                    | Tom O'Bedlam and His Song                                          | очерки |
| 1931 | Открывая дверь                                              | Opening the Door                                                   | История о таинственном переходе человека в какое-то внешнее волшебное царство. |
| 1933 | Зеленый раунд                                               | The Green Round                                                    | Мужчину преследует гном после посещения «зеленого круга» на пляже. |
| 1934 | Н                                                           | N                                                                  | Встреча в Лондоне со скрытой сказочной страной. |
| 1936 | Дети бассейна                                               | The Children of the Pool                                           | сборник рассказов, включающий рассказы ужасов позднего периода «Перемена» и «Из картины». |
| 1947 | Артур Мейчен и Монтгомери Эванс: Письма литературной дружбы | Arthur Machen & Montgomery Evans: Letters of a Literary Friendship | личная переписка |
| 1951 | Уздечки и шпоры                                             | Bridles and Spurs                                                  | очерки |

## Публикации на русском языке
- «Сад Авалона: Избранные произведения»/ Пер. с англ. Вступительная статья А. Нестерова, Ю. Стефанова. М.: Энигма, 2006.
- «Тайная слава: Избранные произведения»/ Пер. с англ., сост. и прим. Е.Пучкова. М.: Энигма, 2007.
- «Великий бог Пан: Повести, рассказы» / Пер. с англ. В. Бернацкой, И. Богданова, Е. Пучковой, О. Рединой. СПб.: Азбука, 2020.

### Комментарии
1. ↑  /ˈmækən/: вероятно, более верный с точки зрения транскрипции и произношения вариант, не устоявшийся однако, в русскоязычных источниках.